# Tocadora de tímpano

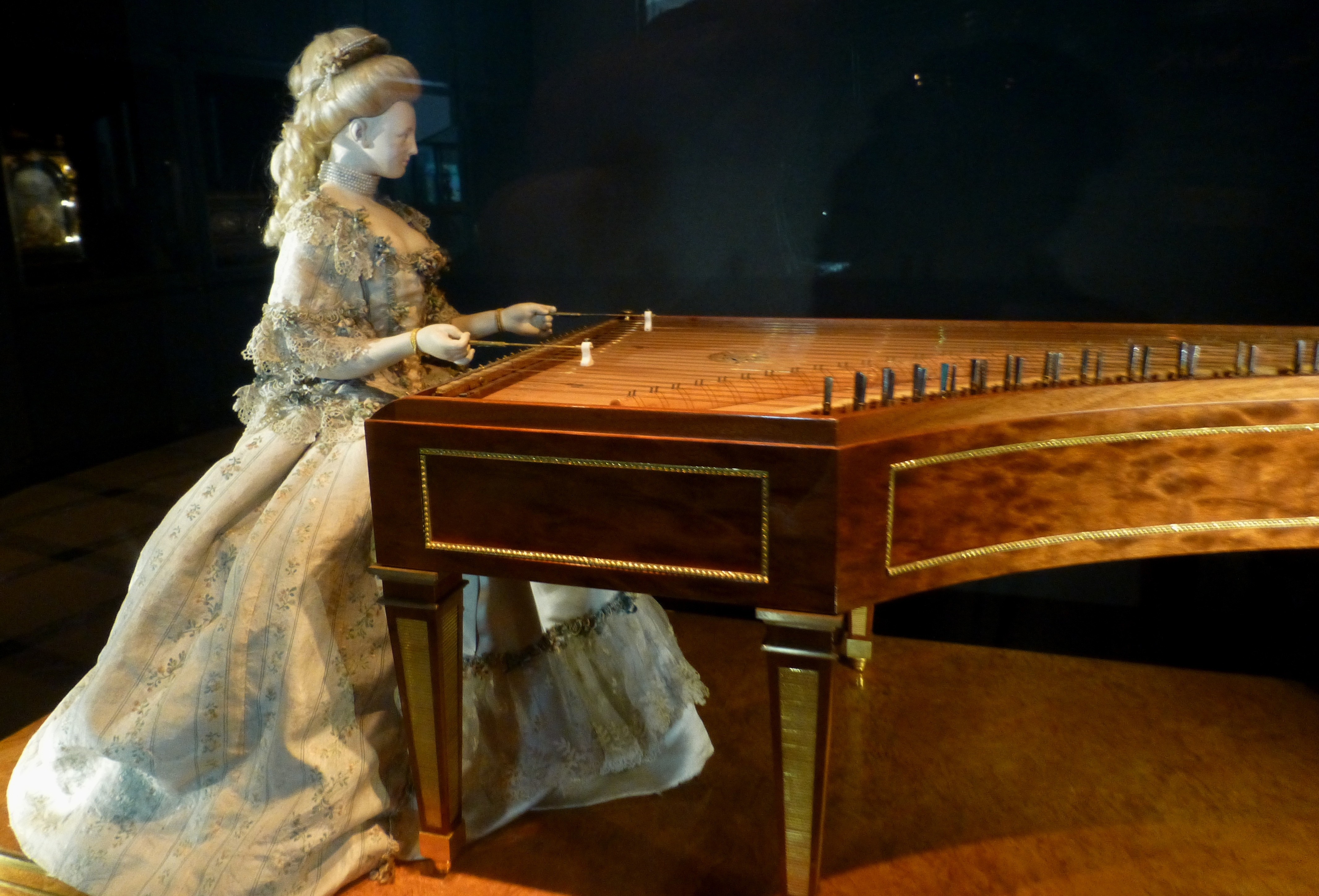
La tocadora de tímpano en el Museo de Artes y Oficios de París.

La tocadora de dulcémele es una autómata creada en la década de 1780, que toca el dulcémele o dulcimer, un antepasado del piano. Fue hecha en Alemania por el relojero alemán Peter Kinzing, y el ebanista de la corte francesa, David Roentgen, para la reina María Antonieta de Austria.

## Descripción
La autómata, de 45 centímetros de altura, se encuentra sentada frente al dulcémele, compuesto por 46 cuerdas. La intérprete es controlada mediante un cilindro de latón accionado a su vez por una bobina con resorte, estando dicho mecanismo situado dentro del cuerpo de la 'muñeca' y en la tarima de madera sobre en la que se encuentra la figura y el instrumento. Cuando el cilindro gira, mueve unas levas que controlan el movimiento de los brazos y la cabeza. Es la muñeca la que toca realmente el dulcimer: siendo las mazas que sostiene con sus manos las que hacen vibrar las cuerdas del instrumento al golpearlas. La tocadora de dulcémele puede reproducir un total de ocho piezas, como por ejemplo una adaptación de un aria de Armida, siendo esta y el resto de ellas obra del compositor alemán Christoph Willibald Gluck. En su fabricación participaron aproximadamente un centenar de artesanos de 26 oficios diferentes, esto representa pues una «cumbre de las técnicas de la época»

## Historia
La tocadora de dulcémele fue presentada en el Palacio de Versalles en 1784 y comprada al año siguiente por la reina María Antonieta. Se dice que el cabello de la intérprete era el de la reina y que su vestido estaba confeccionado a partir de la tela de uno de sus vestidos. María Antonieta posteriormente la donó a la Academia de Ciencias al año de poseerlo. Luego en 1864, la autómata fue donada al Museo de Artes y Oficios de París, que la conserva actualmente.
Según relata el propio doctor de la reina:

La reina ha adquirido recientemente esta pequeña autómata que representa una mujer, de unos 45 centímetros de alto, que interpreta estupendamente diferentes melodías en una clase de dulcémele (que simula ser un clavicémbalo). Los rasgos, proporciones y medidas de la figura son muy elegantes. Va golpeando rítmicamente y de manera precisa y acertada las diferentes cuerdas del instrumento. Para ello se ayuda de dos pequeños martillos hechos de metal que porta en ambas manos. Además, mientras la autómata toca la melodía, los movimientos de su cabeza y ojos varían ofreciendo un espectáculo agradable y una ilusión sorprendente. Está sentada en una silla que se acomoda encima de una espléndida plataforma de madera, donde se aloja el dulcémele. Todo el mecanismo está encerrado y oculto en esta caja de madera. Este mecanismo fue construido por hábiles artesanos alemanes especialmente para la reina. Estos artesanos ya crearon anteriormente varios artilugios que eran sorprendentemente perfectos, y otros trabajos para el rey de Francia. La reina quiso que la figura de la autómata fuese examinada por los especialistas de la Academia de Ciencias. Si se considerase digna de ser expuesta en la vitrina de mecanismos de dicha entidad, su majestad estaría encantada de donarla a la Academia.

La tocadora de dulcémele resultó dañada durante la Revolución Francesa, cayendo posteriormente en el olvido hasta que fue restaurada por Jean Eugène Robert-Houdin en 1864.
Después de haberse presentado al público en el museo, se produjo un escándalo entre las mujeres, especialmente en los círculos feministas, al considerar la invención de la autómata femenina como una manifestación de su «extrema cosificación».